# Битка код Ашперна
Битка код Ашперна (или битка код Ашперн-Еслинга) одиграла се 21-22. маја 1809. године између француске и аустријске војске. Ова битка је једна од највећих битака Наполеонових ратова, а завршена је победом Аустрије.

## Увод
После неуспеха офанзиве у Баварској, Аустријанци су у бици код Егмила (22. април 1809) избегли пресудан пораз прешавши на леву обалу Дунава. Наступајући десном обалом Дунава, Наполеон је 13. маја заузео Беч. Аустријски надвојвода Карло је своју армију од 16. маја концентрисао у логору око Бизамберга. Иако је заузео Беч, Наполеон је увиђао да се повољан мир може осигурати само победом у одсудној бици. Морао је зато прећи Дунав и то пре но што Карлу буду пристигла појачања. Одмах је отпочео припреме за форсирање реке код Нусдорфа и код Кајзер-Еберсдорфа. Покушај код Нусдорфа (13. мај) да пребаци делове за извиђање и обезбеђење је пропао, док је генерал Масена 18. маја код Кајзер-Еберсдорфа пребацио неколико чета на острво Лобау. Наполеон је до тог времена код Кајзер-Еберсдорфа прикупио довољно мостовног материјала за прелаз армије. Армија надвојводе Карла, састава 6. пешадијског корпуса и корпус Линхенштајна, у свему око 105 000 људи (од којих 15 000 коњаника) и 300 топова, била је дотле прикупљена око Бизамберга са претстражама на Дунаву. Наполеонова армија коју су сачињавали 4. колоне Масене, 2. колоне Лана, 3. колоне Давуа, гренадирски корпус Удиноа и резервна коњица Бесијера, у свему око 98 000 људи (15000 коњаника), била је распоређена на Дунаву у широј околини Беча.

## Припреме за битку
Под заштитом дивизије Молитора која је пребачена на Лобау 19. маја, подизани су мостови преко оба главна рукава и привлачиле јединице ка месту прелаза. Мостови су завршени 20. маја до подне. Истог дана почеле су да се пребацују на острво и остале дивизије Масениног корпуса. У исто време, под заштитом артиљеријске ватре са острва, Молитор је на леву обалу Дунава пребацио око 200 волтижера који су одбацили аустријскем извиђачке делове према северу. Пошто је од 15 до 18 часова саграђен мост на последњем рукаву, пребачене су на леву обалу Ласалова коњичка дивизија и пешадијске дивизије Молитора и Будеа које су се развиле на линији Еслинг-Асперн. Даље пребацивање француских снага на острво Лобау онемогућено је због кидања моста на другом рукаву чија је оправка трајала целу ноћ 20/21. маја. Решен да нападне Французе ако пређу Дунав, Карло је до 19. маја усредио сву пажњу ка Нусдорфу. Тек када је сутрадан добио сигурне податке да непријатељ преко саграђених мостова прелази на Лобау, наредио је покрет армије на линију Штреберсдорф-Ваграм који је извршен 21. маја у јутарњим часовима.
После личног извиђања на левој обали, Наполеон је 21. маја ујутро наредио да се продужи пребацивање осталих снага. Због закашњења корпуса генерала Давуа и генерала Лана до подне су пребачене само 2 дивизије, јер је мост поново прекинут на највећем рукаву. Пребачене снаге (око 29 000 људи и 72 оруђа) задржане су на линији Еслинг-Асперн. Код Еслинга се налазио генерал Лан са једном дивизијом, а код Асперна генерал Масена са дивизијом у првој и једном дивизијом у другој линији и Бесијер са коњицом у центру. Увече, пошто је мост оправљен, ове снаге су појачане на 35 000 људи. Примивши извештаје да су јаке француске снаге са острва Лобау прешле на леву обалу, 21. маја у 9 часова, надвојвода Карло је издао заповест за наступање и напад. Наступање отпочето у подне извршено је у пет колона. Коњички корпус наступио је иза 3. и 4. колоне, а гренадири су одређени у резерву код Герасдорфа.

## Битка
До првог судара дошло је око 15 часова нападом 1. и 2. колоне. 4. и 5. колона подишле су Еслингу, а 3. колона, поставивши сву артиљерију за дејство на Ашперну наступала је ка центру Француза. За то време, 4. и 5. колона напале су на Еслинг који је генерал Лан упорно бранио. Генерал Бесијер извршио је коњички јуриш на 4. колону, али је био принуђен да се уз велике губитке врати у центар француског борбеног поретка. Појачане нападе 4. и 5. колоне све до 20 часова Лан је одбијао крајњим напором и одржао Еслинг. Најзад, Карло је наредио обустављање свих напада сем артиљеријског дејства које је продужено до 22 часа. Обе армије заноћиле су на положајима у непосредном додиру.
Схватајући незгоду своје ситуације, Наполеон је одлучио да најхитније привуче остале снаге и да нападне Аустријанце. И поред тога што је мост био прекинут у току ноћи, до сванућа 22. маја број пребачених снага на леву обалу достигао је 70 800.
Од сванућа, Французи су успешно одбијали све аустријске нападе. Охрабрен извештајем да је корпус Давуа стигао до места прелаза на јужној обали Дунава, Наполеон је наредио Лану да пређе у напад. Иако изложена ватри скоро целокупне аустријске артиљерије, Ланова пешадија разбила је силовитим ударом центар Аустријанаца где је настало комешање и осипање. Бесијерова коњица, убачена у међупросторе, још више је допринела успеху Француза. Тек је Карло на челу неколико батаљона из резерве успео да успостави ред у угроженом делу свог борбеног поретка. У таквој ситуацији, поново се прекинуо мост око 8 часова на највећем рукаву.
Аустријанци су од Шпица пуштали низ воду запаљене воденице и разне пловне објекте напуњене камењем. Корпусу Давуа је тако било онемогућено да пређе реку, а није се могла пребацити ни артиљерија ни муниција. Због тога је Наполеон наредио Лану да се повуче.
Аустријанци су свим снагама одмах прешли поново у напад на целом фронту, нарочито код Еслинга и Ашперна. И поред великих губитака нису постигли одлучујуће успехе па је Карло око 16 часова наредио прекид напада. Наполеон, увидевши да се не може одржати на левој обали, одлучио се на повлачење на острво Лобау. Од 25. маја на острву је остао само корпус Масена, а остале снаге пребачене су на десну обалу где су остали пуних 6 недеља припремајући нов прелаз. Аустријанци су одустали од гоњења.

## Последице
Битка код Ашперна спада у најкрвавије сударе Наполеонове епохе; Аустријанци су изгубили 13 генерала, 772 официра и око 21 000 војника. Французи су изгубили 24 генерала, 977 официра и 23 000 војника. Била је то веома сложена операција са форсирањем реке. Један од основних разлога Наполеоновог неуспеха била је активност одреда Радецког који је од 18. до 27. маја десет пута прекинуо мостове.